# 福建省历史文化名城
福建省历史文化名城由福建省政府公布，已公布名城5个。其中福州市、莆田市已升格为中国历史文化名城。
- 第一批：1999年公布，共4处
  - 莆田市（2023年9月30日升格为中国历史文化名城[1]）
  - 邵武市
  - 武夷山市
  - 建瓯市
- 第二批：2020年公布，共1处[2]
  - 厦门市（2020）

- - 泰宁县（2022）